# Kalle Anttila
Kaarlo Johan Jalmari "Kalle" Anttila (Muhos, Ostrobòtnia del Nord, 30 d'agost de 1887 - Hèlsinki, 1 de gener de 1975) va ser un lluitador finlandès que va competir a començaments del segle xx. Combinà la lluita lliure i la lluita grecoromana.
El 1920 va prendre part en els Jocs Olímpics d'Anvers, on guanyà la medalla d'or en la competició del pes lleuger del programa de lluita lliure.
Quatre anys més tard, als Jocs de París, va guanyar una nova medalla d'or, aquesta vegada en la competició del pes ploma del programa de lluita grecoromana. En la mateixa categoria del pes ploma de lluita grecoromana guanyà dues medalles d'or al Campionat del Món, el 1921 i 1922. Anttila també va ser campió finlandès en lluita grecoromana entre 1918 i 1920 i el 1929 i en lluita lliure el 1924 i 1929.